# Trofeo Santanyí-Ses Salines-Campos 2015
La 24e édition du Trofeo Santanyí-Ses Salines-Campos a eu lieu le 29 janvier 2015. La course fait partie du calendrier UCI Europe Tour 2015 en catégorie 1.1.
L'épreuve a été remportée lors d'un sprint massif par l'Italien Matteo Pelucchi (IAM) devant son compatriote Elia Viviani (Sky) et l'Espagnol José Joaquín Rojas (Movistar).
Pour les autres classements, le Français Damien Garcia (Frøy Oslo) remporte ceux de la montagne et du combiné, tandis que le Luxembourgeois Alex Kirsch (Cult Energy) s'adjuge ceux des Metas Volantes et des sprints spéciaux. De plus l'Espagnol Lluís Mas (Caja Rural-Seguros RGA) termine meilleur coureur baléare et la formation suisse Roth-Škoda gagne le classement par équipes.

## Présentation

### Parcours

Parcours de la course
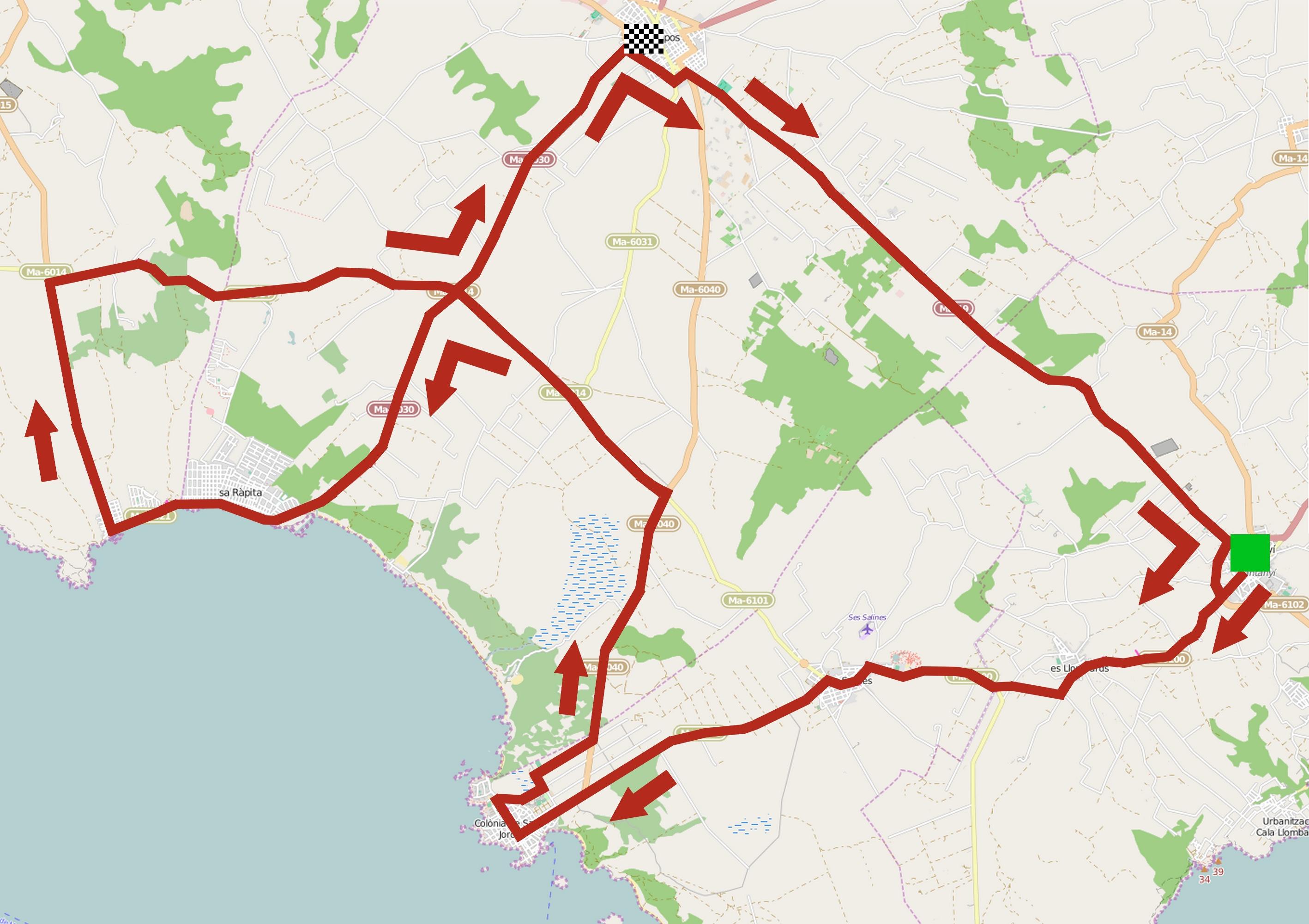
Trofeo Santanyi-Ses Salines-Campos.
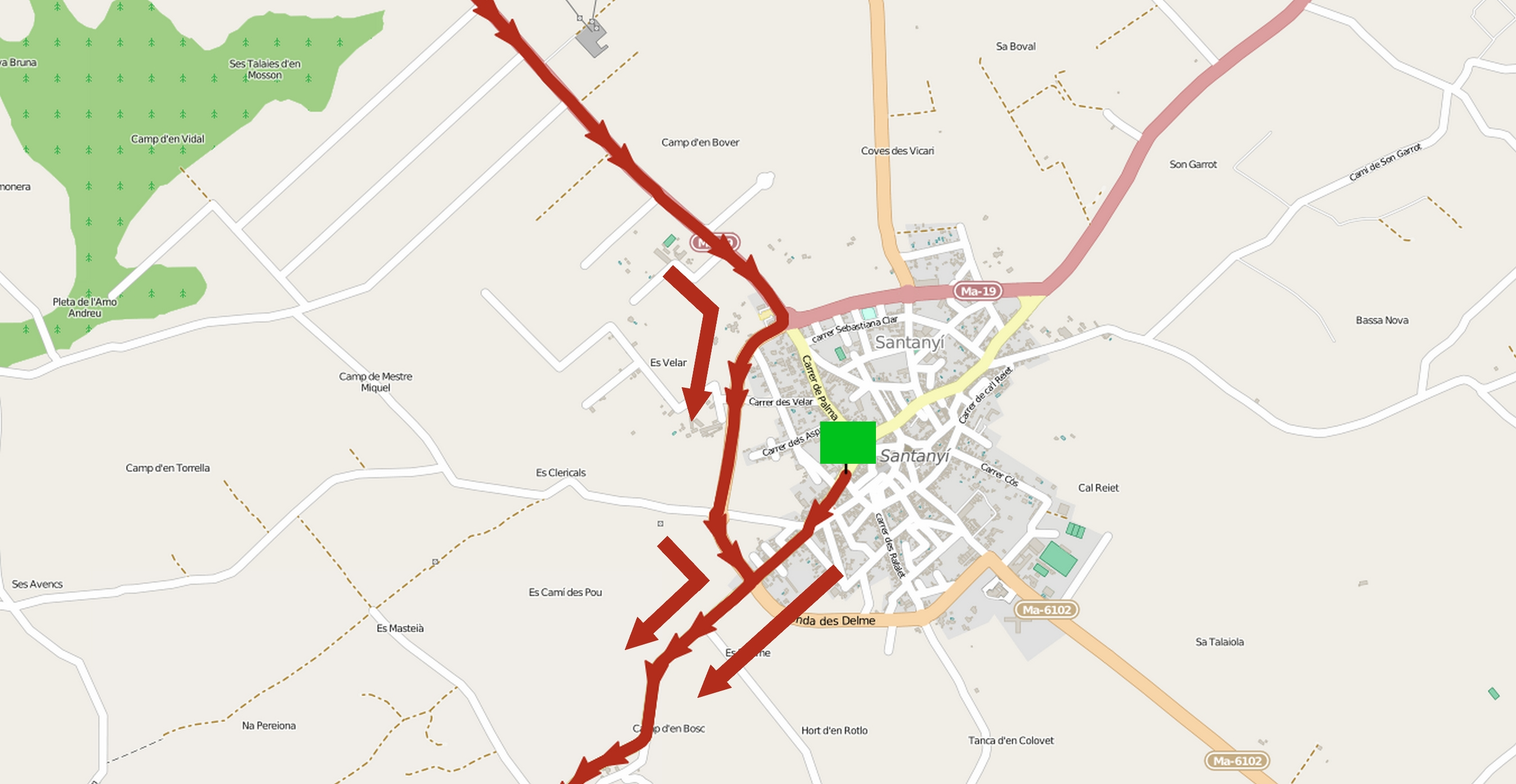
Trofeo Santanyi-Ses Salines-Campos, secteur du départ.
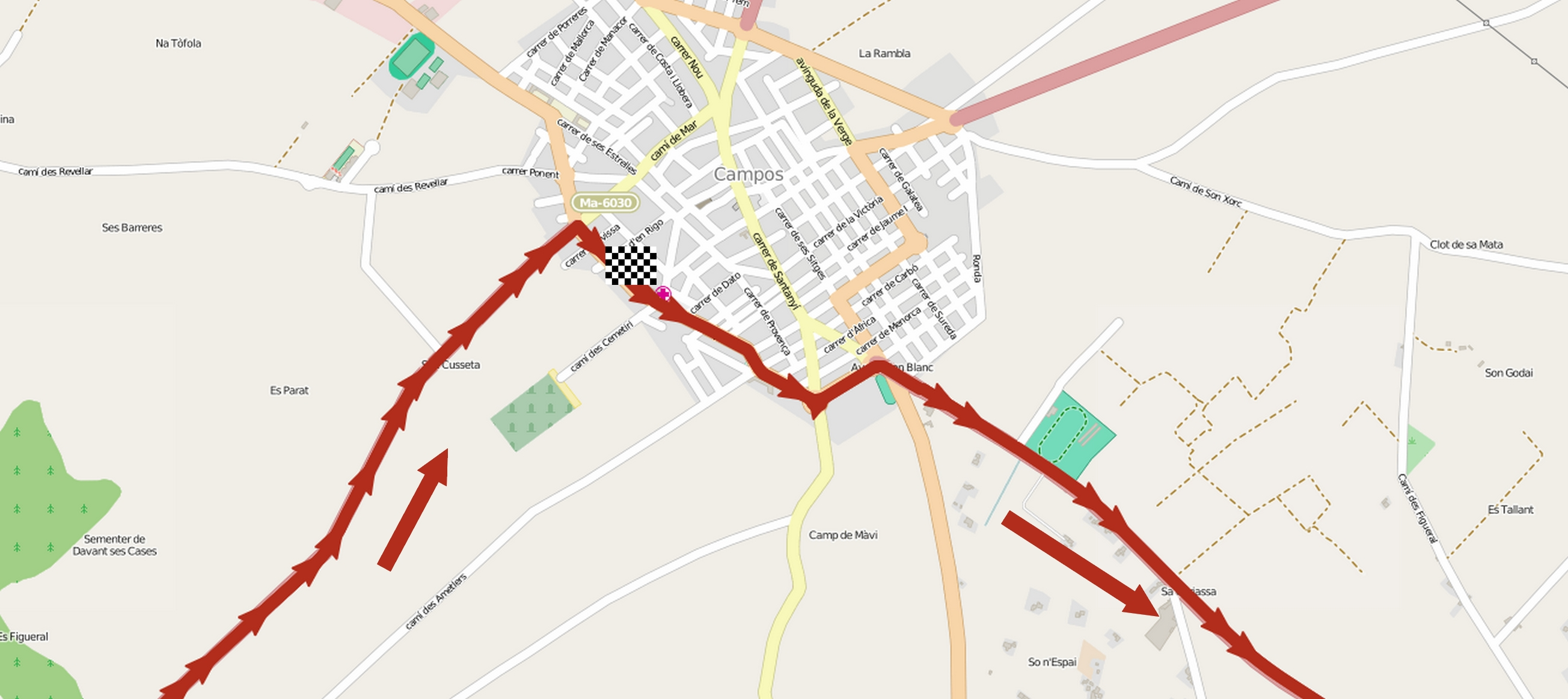
Trofeo Santanyi-Ses Salines-Campos, secteur de l'arrivée.

### Équipes
Classé en catégorie 1.1 de l'UCI Europe Tour, le Trofeo Santanyí-Ses Salines-Campos est par conséquent ouvert aux WorldTeams dans la limite de 50 % des équipes participantes, aux équipes continentales professionnelles, aux équipes continentales et aux équipes nationales.
Vingt-deux équipes participent à ce Trofeo Santanyí-Ses Salines-Campos - six WorldTeams, huit équipes continentales professionnelles, cinq équipes continentales et trois équipes nationales :
| UCI WorldTeams      | UCI WorldTeams | UCI WorldTeams |
| Nom de l'équipe     | Pays           | Code           |
| ------------------- | -------------- | -------------- |
| Cannondale-Garmin   | États-Unis     | TCG            |
| IAM                 | Suisse         | IAM            |
| Lotto-Soudal        | Belgique       | LTS            |
| Movistar            | Espagne        | MOV            |
| Sky                 | Royaume-Uni    | SKY            |
| Trek Factory Racing | États-Unis     | TFR            |

| Équipes continentales professionnelles | Équipes continentales professionnelles | Équipes continentales professionnelles |
| Nom de l'équipe                        | Pays                                   | Code                                   |
| -------------------------------------- | -------------------------------------- | -------------------------------------- |
| Bora-Argon 18                          | Allemagne                              | BOA                                    |
| Caja Rural-Seguros RGA                 | Espagne                                | CJR                                    |
| CCC Sprandi Polkowice                  | Pologne                                | CCC                                    |
| Cofidis                                | France                                 | COF                                    |
| Cult Energy                            | Danemark                               | CLT                                    |
| Europcar                               | France                                 | EUC                                    |
| MTN-Qhubeka                            | Afrique du Sud                         | MTN                                    |
| Roompot                                | Pays-Bas                               | ROO                                    |

| Équipes continentales | Équipes continentales | Équipes continentales |
| Nom de l'équipe       | Pays                  | Code                  |
| --------------------- | --------------------- | --------------------- |
| ActiveJet             | Pologne               | AJT                   |
| Burgos BH             | Espagne               | BUR                   |
| Frøy Oslo             | Norvège               | FRB                   |
| Murias Taldea         | Espagne               | MUR                   |
| Roth-Škoda            | Suisse                | ROT                   |

| Équipes nationales              | Équipes nationales | Équipes nationales |
| Nom de l'équipe                 | Pays               | Code               |
| ------------------------------- | ------------------ | ------------------ |
| Équipe nationale d'Espagne      | Espagne            | ESP                |
| Équipe nationale du Royaume-Uni | Royaume-Uni        | GBR                |
| Équipe nationale de Russie      | Russie             | RUS                |

## Récit de la course
L'Italien Matteo Pelucchi (IAM) remporte le Trofeo Santanyí-Ses Salines-Campos en parcourant les 175,5 kilomètres en 4 h 17 min 55 s, soit à une vitesse moyenne de 40,827 km/h. Il est suivi dans le même temps par son compatriote Elia Viviani (Sky) et par l'Espagnol José Joaquín Rojas (Movistar). Sur les 176 coureurs qui ont pris le départ, 169 franchissent la ligne d'arrivée. Le dernier est un autre Italien Alessio Bottura (Roth-Škoda), à 6 min 54 s, parmi un groupe de sept coureurs.

## Classements

### Classement final
| Classement final | Classement final   | Classement final | Classement final    | Classement final   |
|                  | Coureur            | Pays             | Équipe              | Temps              |
| ---------------- | ------------------ | ---------------- | ------------------- | ------------------ |
| 1er              | Matteo Pelucchi    | Italie           | IAM                 | en 4 h 17 min 55 s |
| 2e               | Elia Viviani       | Italie           | Sky                 | m.t                |
| 3e               | José Joaquín Rojas | Espagne          | Movistar            | m.t                |
| 4e               | Nacer Bouhanni     | France           | Cofidis             | m.t                |
| 5e               | Danny van Poppel   | Pays-Bas         | Trek Factory Racing | m.t                |
| 6e               | Raymond Kreder     | Pays-Bas         | Roompot             | m.t                |
| 7e               | Ben Swift          | Royaume-Uni      | Sky                 | m.t                |
| 8e               | André Greipel      | Allemagne        | Lotto-Soudal        | m.t                |
| 9e               | Bryan Coquard      | France           | Europcar            | m.t                |
| 10e              | Sam Bennett        | Irlande          | Bora-Argon 18       | m.t                |
| modifier         |                    |                  |                     |                    |

### Classements annexes
| Classement par équipes | Classement par équipes | Classement par équipes | Classement par équipes |
|                        | Équipe                 | Pays                   | Temps                  |
| ---------------------- | ---------------------- | ---------------------- | ---------------------- |
| 1re                    | Roth-Škoda             | Suisse                 | en 12 h 53 min 45 s    |
| 2e                     | Caja Rural-Seguros RGA | Espagne                | m.t                    |
| 3e                     | Cult Energy            | Danemark               | m.t                    |
| modifier               |                        |                        |                        |

| Classement de la montagne | Classement de la montagne | Classement de la montagne | Classement de la montagne | Classement de la montagne |
| ------------------------- | ------------------------- | ------------------------- | ------------------------- | ------------------------- |
|                           | Coureur                   | Pays                      | Équipe                    | Point(s)                  |
| 1er                       | Damien Garcia             | France                    | Frøy Oslo                 | 12 points                 |
| 2e                        | Alex Kirsch               | Luxembourg                | Cult Energy               | 8 pts                     |
| 3e                        | Imanol Erviti             | Espagne                   | Movistar                  | 3 pts                     |
| modifier                  |                           |                           |                           |                           |

| Classement des Metas Volantes | Classement des Metas Volantes | Classement des Metas Volantes | Classement des Metas Volantes | Classement des Metas Volantes |
| ----------------------------- | ----------------------------- | ----------------------------- | ----------------------------- | ----------------------------- |
|                               | Coureur                       | Pays                          | Équipe                        | Point(s)                      |
| 1er                           | Alex Kirsch                   | Luxembourg                    | Cult Energy                   | 9 points                      |
| 2e                            | Damien Garcia                 | France                        | Frøy Oslo                     | 6 pts                         |
| 3e                            | Eneko Lizarralde              | Espagne                       | Murias Taldea                 | 1 pt                          |
| modifier                      |                               |                               |                               |                               |

| Classement des sprints spéciaux | Classement des sprints spéciaux | Classement des sprints spéciaux | Classement des sprints spéciaux | Classement des sprints spéciaux |
| ------------------------------- | ------------------------------- | ------------------------------- | ------------------------------- | ------------------------------- |
|                                 | Coureur                         | Pays                            | Équipe                          | Point(s)                        |
| 1er                             | Alex Kirsch                     | Luxembourg                      | Cult Energy                     | 5 points                        |
| 2e                              | Damien Garcia                   | France                          | Frøy Oslo                       | 5 pts                           |
| 3e                              | Pirmin Lang                     | Suisse                          | IAM                             | 1 pt                            |
| modifier                        |                                 |                                 |                                 |                                 |

| Classement du combiné | Classement du combiné | Classement du combiné | Classement du combiné | Classement du combiné |
| --------------------- | --------------------- | --------------------- | --------------------- | --------------------- |
|                       | Coureur               | Pays                  | Équipe                | Point(s)              |
| 1er                   | Damien Garcia         | France                | Cult Energy           | 94 points             |
| 2e                    | Alex Kirsch           | Luxembourg            | Frøy Oslo             | 112 pts               |
| 3e                    | Patrick Schelling     | Suisse                | IAM                   | 157 pts               |
| modifier              |                       |                       |                       |                       |

| Classement du meilleur coureur baléare | Classement du meilleur coureur baléare | Classement du meilleur coureur baléare | Classement du meilleur coureur baléare | Classement du meilleur coureur baléare |
|                                        | Coureur                                | Pays                                   | Équipe                                 | Temps                                  |
| -------------------------------------- | -------------------------------------- | -------------------------------------- | -------------------------------------- | -------------------------------------- |
| 1er                                    | Lluís Mas                              | Espagne                                | Caja Rural-Seguros RGA                 | en 4 h 17 min 55 s                     |
| 2e                                     | Sebastián Mascaro                      | Espagne                                | Burgos BH                              | + 6 s                                  |
| 3e                                     | Juan Carlos Riutort                    | Espagne                                | Burgos BH                              | + 3 min 31 s                           |
| modifier                               |                                        |                                        |                                        |                                        |

### UCI Europe Tour
Ce Trofeo Santanyí-Ses Salines-Campos attribue des points pour l'UCI Europe Tour 2015, par équipes seulement aux coureurs des équipes continentales professionnelles et continentales, individuellement à tous les coureurs sauf ceux faisant partie d'une équipe ayant un label WorldTeam.
| Position,          | 1er | 2e | 3e | 4e | 5e | 6e | 7e | 8e | 9e | 10e | 11e | 12e |
| Classement général | 80  | 56 | 32 | 24 | 20 | 16 | 12 | 8  | 7  | 6   | 5   | 3   |

Ainsi, Nacer Bouhanni (4e) remporte vingt-quatre points, Raymond Kreder (6e) seize points, Bryan Coquard (9e) sept points, Sam Bennett (10e) six points, Lukas Jaun (11e) cinq points et Dylan Page (12e) trois points. Matteo Pelucchi (1er), Elia Viviani (2e), José Joaquín Rojas (3e), Danny van Poppel (5e), Ben Swift (7e) et André Greipel (8e) ne remportent pas de points car ils font partie d'équipes WorldTeams.

## Liste des participants
- Liste de départ complète

| Légende | Légende                                                                          | Légende | Légende                                                    |
| ------- | -------------------------------------------------------------------------------- | ------- | ---------------------------------------------------------- |
| Num     | Dossard de départ porté par le coureur sur ce Trofeo Santanyí-Ses Salines-Campos | Pos     | Position à l'arrivée de la course                          |
|         | Indique un maillot de champion national ou mondial, suivi de sa spécialité       | NP      | Indique un coureur qui n'a pas pris le départ de la course |
| AB      | Indique un coureur qui n'a pas terminé la course                                 | HD      | Indique un coureur qui a terminé la course hors des délais |

| Movistar MOV                                   | Movistar MOV               | Movistar MOV |
| ---------------------------------------------- | -------------------------- | ------------ |
| Num                                            | Coureur                    | Pos          |
| 1                                              | Alejandro Valverde (ESP)   | 40e          |
| 2                                              | José Joaquín Rojas (ESP)   | 3e           |
| 3                                              | Francisco Ventoso (ESP)    | 35e          |
| 4                                              | Jonathan Castroviejo (ESP) | 95e          |
| 5                                              | Imanol Erviti (ESP)        | 54e          |
| 6                                              | Giovanni Visconti (ITA)    | 128e         |
| 10                                             | Ion Izagirre (ESP) (Route) | 93e          |
| 12                                             | Rory Sutherland (AUS)      | 124e         |
| Directeur sportif : José Vicente García Acosta |                            |              |

| Sky SKY                           | Sky SKY               | Sky SKY |
| --------------------------------- | --------------------- | ------- |
| Num                               | Coureur               | Pos     |
| 15                                | Ian Boswell (USA)     | 103e    |
| 17                                | Bernhard Eisel (AUT)  | 78e     |
| 18                                | Andrew Fenn (GBR)     | 51e     |
| 20                                | Christian Knees (GER) | 64e     |
| 23                                | Danny Pate (USA)      | 61e     |
| 26                                | Ben Swift (GBR)       | 7e      |
| 27                                | Elia Viviani (ITA)    | 2e      |
| 28                                | Xabier Zandio (ESP)   | 92e     |
| Directeur sportif : Gabriel Rasch |                       |         |

| Lotto-Soudal LTS                | Lotto-Soudal LTS               | Lotto-Soudal LTS |
| ------------------------------- | ------------------------------ | ---------------- |
| Num                             | Coureur                        | Pos              |
| 30                              | André Greipel (GER) (Route)    | 8e               |
| 31                              | Tiesj Benoot (BEL)             | 88e              |
| 33                              | Stig Broeckx (BEL)             | 87e              |
| 34                              | Jens Debusschere (BEL) (Route) | 71e              |
| 35                              | Jürgen Roelandts (BEL)         | 49e              |
| 36                              | Marcel Sieberg (GER)           | 72e              |
| 37                              | Dennis Vanendert (BEL)         | 65e              |
| 41                              | Bart De Clercq (BEL)           | 96e              |
| Directeur sportif : Bart Leysen |                                |                  |

| IAM                                    | IAM                       | IAM  |
| -------------------------------------- | ------------------------- | ---- |
| Num                                    | Coureur                   | Pos  |
| 45                                     | Thomas Degand (BEL)       | 131e |
| 47                                     | Mathias Frank (SUI)       | 149e |
| 49                                     | Sondre Holst Enger (NOR)  | 81e  |
| 50                                     | Pirmin Lang (SUI)         | 105e |
| 51                                     | Simon Pellaud (SUI)       | 46e  |
| 52                                     | Matteo Pelucchi (ITA)     | 1er  |
| 54                                     | Aleksejs Saramotins (LAT) | 45e  |
| 55                                     | Patrick Schelling (SUI)   | 145e |
| Directeur sportif : Rubens Bertogliati |                           |      |

| Cannondale-Garmin TCG            | Cannondale-Garmin TCG             | Cannondale-Garmin TCG |
| -------------------------------- | --------------------------------- | --------------------- |
| Num                              | Coureur                           | Pos                   |
| 59                               | Daniel Martin (IRL)               | 150e                  |
| 60                               | Alberto Bettiol (ITA)             | 112e                  |
| 63                               | Kristjan Koren (SLO)              | 39e                   |
| 64                               | Sebastian Langeveld (NED) (Route) | 41e                   |
| 65                               | Alan Marangoni (ITA)              | 123e                  |
| 66                               | Matej Mohorič (SLO)               | 122e                  |
| 69                               | Dylan van Baarle (NED)            | 14e                   |
| 70                               | Ruben Zepuntke (GER)              | 47e                   |
| Directeur sportif : Johnny Weltz |                                   |                       |

| Trek Factory Racing TFR           | Trek Factory Racing TFR | Trek Factory Racing TFR |
| --------------------------------- | ----------------------- | ----------------------- |
| Num                               | Coureur                 | Pos                     |
| 72                                | Fabian Cancellara (SUI) | 80e                     |
| 79                                | Markel Irizar (ESP)     | 84e                     |
| 80                                | Bauke Mollema (NED)     | 99e                     |
| 82                                | Yaroslav Popovych (UKR) | 77e                     |
| 83                                | Grégory Rast (SUI)      | 89e                     |
| 84                                | Fábio Silvestre (POR)   | 48e                     |
| 85                                | Gert Steegmans (BEL)    | AB                      |
| 86                                | Danny van Poppel (NED)  | 5e                      |
| Directeur sportif : Adriano Baffi |                         |                         |

| Europcar EUC                        | Europcar EUC           | Europcar EUC |
| ----------------------------------- | ---------------------- | ------------ |
| Num                                 | Coureur                | Pos          |
| 88                                  | Bryan Coquard (FRA)    | 9e           |
| 89                                  | Thomas Boudat (FRA)    | 161e         |
| 90                                  | Dan Craven (NAM)       | AB           |
| 91                                  | Tony Hurel (FRA)       | 75e          |
| 92                                  | Vincent Jérôme (FRA)   | 97e          |
| 93                                  | Morgan Lamoisson (FRA) | 160e         |
| 94                                  | Yannick Martinez (FRA) | 63e          |
| 96                                  | Julien Morice (FRA)    | 101e         |
| Directeur sportif : Andy Flickinger |                        |              |

| Cofidis COF                       | Cofidis COF            | Cofidis COF |
| --------------------------------- | ---------------------- | ----------- |
| Num                               | Coureur                | Pos         |
| 100                               | Nacer Bouhanni (FRA)   | 4e          |
| 102                               | Loïc Chetout (FRA)     | 24e         |
| 103                               | Nicolas Edet (FRA)     | 147e        |
| 104                               | Julien Simon (FRA)     | 98e         |
| 105                               | Louis Verhelst (BEL)   | 153e        |
| 107                               | Jonas Ahlstrand (SWE)  | 62e         |
| 108                               | Steve Chainel (FRA)    | 79e         |
| 109                               | Dominique Rollin (CAN) | 74e         |
| Directeur sportif : Stéphane Augé |                        |             |

| Roompot ROO                              | Roompot ROO               | Roompot ROO |
| ---------------------------------------- | ------------------------- | ----------- |
| Num                                      | Coureur                   | Pos         |
| 114                                      | Marc de Maar (NED)        | 83e         |
| 115                                      | Raymond Kreder (NED)      | 6e          |
| 116                                      | Reinier Honig (NED)       | 66e         |
| 117                                      | Huub Duyn (NED)           | 82e         |
| 118                                      | Maurits Lammertink (NED)  | 94e         |
| 119                                      | Sjoerd van Ginneken (NED) | 68e         |
| 120                                      | Berden de Vries (NED)     | 106e        |
| 121                                      | Jesper Asselman (NED)     | 20e         |
| Directeur sportif : Jean-Paul van Poppel |                           |             |

| Caja Rural-Seguros RGA CJR                | Caja Rural-Seguros RGA CJR | Caja Rural-Seguros RGA CJR |
| ----------------------------------------- | -------------------------- | -------------------------- |
| Num                                       | Coureur                    | Pos                        |
| 125                                       | Lluís Mas (ESP)            | 33e                        |
| 127                                       | Sergio Pardilla (ESP)      | 85e                        |
| 128                                       | Francesco Lasca (ITA)      | 15e                        |
| 129                                       | José Gonçalves (POR)       | 21e                        |
| 131                                       | Eduard Prades (ESP)        | 27e                        |
| 132                                       | Heiner Parra (COL)         | 140e                       |
| 133                                       | Antonio Molina (ESP)       | 126e                       |
| 134                                       | Hugh Carthy (GBR)          | 151e                       |
| Directeur sportif : José Miguel Fernández |                            |                            |

| Bora-Argon 18 BOA                    | Bora-Argon 18 BOA         | Bora-Argon 18 BOA |
| ------------------------------------ | ------------------------- | ----------------- |
| Num                                  | Coureur                   | Pos               |
| 140                                  | Shane Archbold (NZL)      | 73e               |
| 141                                  | Phil Bauhaus (GER)        | 17e               |
| 143                                  | Sam Bennett (IRL)         | 10e               |
| 145                                  | Zakkari Dempster (AUS)    | 50e               |
| 147                                  | Ralf Matzka (GER)         | 59e               |
| 150                                  | Andreas Schillinger (GER) | 104e              |
| 151                                  | Daniel Schorn (AUT)       | 52e               |
| 155                                  | Scott Thwaites (GBR)      | 91e               |
| Directeur sportif : Enrico Poitschke |                           |                   |

| CCC Sprandi Polkowice CCC         | CCC Sprandi Polkowice CCC      | CCC Sprandi Polkowice CCC |
| --------------------------------- | ------------------------------ | ------------------------- |
| Num                               | Coureur                        | Pos                       |
| 158                               | Grega Bole (SLO)               | 120e                      |
| 162                               | Maciej Paterski (POL)          | 16e                       |
| 166                               | Jarosław Marycz (POL)          | 34e                       |
| 170                               | Grzegorz Stępniak (POL)        | 139e                      |
| 171                               | Christian Delle Stelle (ITA)   | 119e                      |
| 172                               | Stefan Schumacher (GER)        | 38e                       |
| 174                               | Nikolay Mihaylov (BUL) (Route) | 121e                      |
| 176                               | Tomasz Kiendyś (POL)           | 109e                      |
| Directeur sportif : Piotr Wadecki |                                |                           |

| MTN-Qhubeka MTN                    | MTN-Qhubeka MTN                   | MTN-Qhubeka MTN |
| ---------------------------------- | --------------------------------- | --------------- |
| Num                                | Coureur                           | Pos             |
| 179                                | Theo Bos (NED)                    | 30e             |
| 180                                | Gerald Ciolek (GER)               | AB              |
| 181                                | Edvald Boasson Hagen (NOR)        | 19e             |
| 183                                | Reinardt Janse van Rensburg (RSA) | 76e             |
| 184                                | Youcef Reguigui (ALG)             | 117e            |
| 185                                | Kristian Sbaragli (ITA)           | 70e             |
| 186                                | Andreas Stauff (GER)              | AB              |
| 187                                | Jay Robert Thomson (RSA)          | 69e             |
| Directeur sportif : Alex Sans Vega |                                   |                 |

| Cult Energy CLT                    | Cult Energy CLT                 | Cult Energy CLT |
| ---------------------------------- | ------------------------------- | --------------- |
| Num                                | Coureur                         | Pos             |
| 195                                | Linus Gerdemann (GER)           | 108e            |
| 196                                | Fabian Wegmann (GER)            | 36e             |
| 197                                | Russell Downing (GBR)           | 22e             |
| 201                                | Martin Mortensen (DEN)          | 102e            |
| 202                                | Michael Reihs (DEN)             | 100e            |
| 206                                | Alex Kirsch (LUX)               | 107e            |
| 208                                | Mads Pedersen (DEN)             | 23e             |
| 210                                | Michael Carbel Svendgaard (DEN) | 60e             |
| Directeur sportif : Michael Skelde |                                 |                 |

| Roth-Škoda ROT                       | Roth-Škoda ROT          | Roth-Škoda ROT |
| ------------------------------------ | ----------------------- | -------------- |
| Num                                  | Coureur                 | Pos            |
| 213                                  | Alessio Bottura (ITA)   | 169e           |
| 214                                  | Michael Bresciani (ITA) | 25e            |
| 217                                  | Ricardo Creel (USA)     | 164e           |
| 218                                  | Silvan Dieterich (SUI)  | 162e           |
| 220                                  | Lukas Jaun (SUI)        | 11e            |
| 221                                  | Tristan Marguet (SUI)   | 67e            |
| 222                                  | Gianluca Ocanha (SUI)   | 113e           |
| 223                                  | Dylan Page (SUI)        | 12e            |
| Directeur sportif : Mirco Lorenzetto |                         |                |

| ActiveJet AJT                     | ActiveJet AJT              | ActiveJet AJT |
| --------------------------------- | -------------------------- | ------------- |
| Num                               | Coureur                    | Pos           |
| 231                               | Mario González Salas (ESP) | 58e           |
| 232                               | Jesús Ezquerra (ESP)       | 18e           |
| 233                               | Łukasz Bodnar (POL)        | 56e           |
| 235                               | Konrad Dąbkowski (POL)     | 114e          |
| 237                               | Paweł Franczak (POL)       | 13e           |
| 238                               | Paweł Bernas (POL)         | 55e           |
| 239                               | Kamil Gradek (POL)         | 57e           |
| 241                               | Tomasz Mickiewicz (POL)    | 118e          |
| Directeur sportif : Piotr Kosmala |                            |               |

| Burgos BH BUR                     | Burgos BH BUR             | Burgos BH BUR |
| --------------------------------- | ------------------------- | ------------- |
| Num                               | Coureur                   | Pos           |
| 243                               | David Belda (ESP)         | 146e          |
| 244                               | Juan Carlos Riutort (ESP) | 110e          |
| 245                               | Víctor Martín (ESP)       | 141e          |
| 246                               | Darío Hernández (ESP)     | 152e          |
| 248                               | Ander Arranz (ESP)        | AB            |
| 250                               | Álvaro Robredo (ESP)      | 148e          |
| 251                               | Ibai Salas (ESP)          | 136e          |
| 253                               | Sebastián Mascaro (ESP)   | 43e           |
| Directeur sportif : Diego Gallego |                           |               |

| Frøy Oslo FRB                          | Frøy Oslo FRB             | Frøy Oslo FRB |
| -------------------------------------- | ------------------------- | ------------- |
| Num                                    | Coureur                   | Pos           |
| 254                                    | Damien Garcia (FRA)       | 90e           |
| 256                                    | Halvor Tandrevold (NOR)   | 165e          |
| 257                                    | Henrik Evensen (NOR)      | 116e          |
| 259                                    | Kristian Forbord (NOR)    | AB            |
| 260                                    | Henrik Steen Haugen (NOR) | 26e           |
| 262                                    | Nikolai Tefre (NOR)       | 168e          |
| 263                                    | Anders Røe (NOR)          | 163e          |
| 264                                    | Anders Oddli (NOR)        | 115e          |
| Directeur sportif : Carl Erik Pedersen |                           |               |

| Murias Taldea MUR                 | Murias Taldea MUR        | Murias Taldea MUR |
| --------------------------------- | ------------------------ | ----------------- |
| Num                               | Coureur                  | Pos               |
| 266                               | Egoitz García (ESP)      | 29e               |
| 267                               | Garikoitz Bravo (ESP)    | 158e              |
| 268                               | Beñat Txoperena (ESP)    | 156e              |
| 270                               | Jon Ander Insausti (ESP) | 28e               |
| 271                               | Aritz Bagües (ESP)       | 53e               |
| 272                               | Unai Intziarte (ESP)     | 166e              |
| 274                               | Imanol Estévez (ESP)     | 138e              |
| 275                               | Eneko Lizarralde (ESP)   | 31e               |
| Directeur sportif : Jon Odriozola |                          |                   |

| Équipe nationale du Royaume-Uni GBR | Équipe nationale du Royaume-Uni GBR | Équipe nationale du Royaume-Uni GBR |
| ----------------------------------- | ----------------------------------- | ----------------------------------- |
| Num                                 | Coureur                             | Pos                                 |
| 279                                 | Edward Clancy (GBR)                 | 133e                                |
| 281                                 | Andrew Tennant (GBR)                | 44e                                 |
| 282                                 | Owain Doull (GBR)                   | 132e                                |
| 283                                 | Jonathan Dibben (GBR)               | 86e                                 |
| 284                                 | Mark Christian (GBR)                | 135e                                |
| 289                                 | Matthew Gibson (GBR)                | 32e                                 |
| 291                                 | Christopher Latham (GBR)            | 130e                                |
| 294                                 | Oliver Wood (GBR)                   | 42e                                 |
| Directeur sportif : Chris Newton    |                                     |                                     |

| Équipe nationale de Russie RUS    | Équipe nationale de Russie RUS | Équipe nationale de Russie RUS |
| --------------------------------- | ------------------------------ | ------------------------------ |
| Num                               | Coureur                        | Pos                            |
| 298                               | Artur Ershov (RUS)             | 129e                           |
| 299                               | Alexander Serov (RUS)          | 143e                           |
| 300                               | Ivan Kovalev (RUS)             | AB                             |
| 301                               | Alexander Evtushenko (RUS)     | 154e                           |
| 302                               | Ievgueni Kovalev (RUS)         | 167e                           |
| 303                               | Alexey Kurbatov (RUS)          | 144e                           |
| 304                               | Viktor Manakov (RUS)           | 37e                            |
| 309                               | Kirill Pozdnyakov (RUS)        | 127e                           |
| Directeur sportif : Alexei Markov |                                |                                |

| Équipe nationale d'Espagne ESP     | Équipe nationale d'Espagne ESP | Équipe nationale d'Espagne ESP |
| ---------------------------------- | ------------------------------ | ------------------------------ |
| Num                                | Coureur                        | Pos                            |
| 312                                | Vicente Pastor (ESP)           | 134e                           |
| 314                                | Julio Amores (ESP)             | 125e                           |
| 316                                | Marcos Jurado (ESP)            | 157e                           |
| 317                                | Asier Maeztu (ESP)             | 111e                           |
| 318                                | Sebastián Mora (ESP)           | 155e                           |
| 319                                | Eloy Teruel (ESP)              | 137e                           |
| 320                                | Illart Zuazubiskar (ESP)       | 142e                           |
| 321                                | Albert Torres (ESP)            | 159e                           |
| Directeur sportif : Salvador Melià |                                |                                |